# Danny Pino
Danny Pino, född 15 april 1974 i Miami, är en amerikansk skådespelare med kubanskt ursprung.
Han har spelat i "Cold Case" sedan 2003 som Scotty Valens, i "Flicka" där han gestaltar rollen Jack, samt i "The Shields" som Armadillo Quintero. Han framträder också ett avsnitt av TV-serien "CSI New York" i avsnittet "Cold Reveal".
Pino är gift med Lily och de har två barn; Luca Daniel, född 2006 och Julian Franco, född 2007. Han talar också spanska och har blivit nominerad två gånger.